# (36014) 1999 NJ40
1999 NJ40 (asteroide 36014) é um asteroide da cintura principal. Possui uma excentricidade de 0.18550940 e uma inclinação de 4.73229º.
Este asteroide foi descoberto no dia 14 de julho de 1999 por LINEAR em Socorro.